# Tumultus
Nella Roma antica, il tumultus (tumulto in latino) è uno stato d’eccezione decretato in caso di minaccia di attacco ostile che consisteva nella chiamata generale alla leva.
Secondo Cicerone, gli Antichi distinguevano due tipi: da un lato, il tumultus Italicus, corrispondente ad una guerra in Italia e, dall'altra parte, il tumultus Gallicus, corrispondente ad un attacco dei galli. Il tumultus risale probabilmente almeno al sacco di Roma, intorno al 390 a.C.